# Aborto en Portugal
El Aborto en Portugal, referido al aborto inducido o interrupción voluntaria del embarazo es legal desde el referéndum de 10 de abril de 2007 y la posterior publicación de la Ley 16/2007 de 17 de abril de Exclusão da ilicitude nos casos de interrupção voluntária da gravidez. La práctica de la interrupción voluntaria del embarazo está legalizada durante las primeras 10 semanas del embarazo, a petición de la mujer.

## Referéndum sobre la legalización del aborto en Portugal de 2007
La ley fue promulgada después del Referéndum sobre la despenalización del aborto en Portugal de 2007 que aprobó su liberalización.

## Ley 16/2007 de 17 de abril
La Ley 16/2007 de 17 de abril establece que la interrupción voluntaria del embarazo se puede realizar durante las primeras 10 semanas del embarazo, a petición de la mujer y tanto en el Servicio Nacional de Salud como en establecimientos privados de salud autorizados. 
La ley indica que debe establecerse un período obligatorio mínimo de tres días de reflexión desde la petición de la mujer, y que se debe garantizar a las mujeres "la disponibilidad de asistencia psicológica durante el período de reflexión". 

### Otros supuestos: violación, malformación del feto, salud de la madre
La ley contempla un máximo de 16 semanas de gestación en casos de violación o delito por abuso sexual (sin que sea necesario contar con denuncia policial).
También está permitido el aborto inducido hasta las 24 semanas de embarazo en caso de malformación del feto y en cualquier momento del embarazo en caso de riesgo para la embarazada ("peligro de muerte o daños graves e irreversibles para el cuerpo o la salud física o mental de la mujer embarazada") o en el caso de la inviabilidad fetal.

### Permisos y licencias
La mujer que ha tenido un aborto inducido o un aborto espontáneo tiene derecho a una licencia por un mínimo de 14 días y un máximo de 30 días.

### Casos de penalización del aborto
Aborto por terceros sin el consentimiento de la mujer embarazada se castiga con dos años de prisión y 3 en el caso del consentimiento de la mujer embarazada. Estas penas se elevarán en el caso de "la muerte o lesiones corporales graves a la mujer embarazada, o si tal práctica es habitual. 
La mujer que ha superado los plazos legales para abortar y por tanto realiza un aborto ilegal se pueden imponer penas de hasta 3 años de prisión.